# Categoría Primera A (2013)
I liga kolumbijska w piłce nożnej (2013)
Mistrzem Kolumbii turnieju Apertura został klub Atlético Nacional, natomiast wicemistrzem Kolumbii - klub Independiente Santa Fe.
Mistrzem Kolumbii turnieju Finalización został klub Atlético Nacional, natomiast wicemistrzem Kolumbii - klub Deportivo Cali.
Do Copa Libertadores w roku 2014 zakwalifikowały się następujące kluby:
- Atlético Nacional (mistrz Apertura)
- Deportivo Cali (mistrz Finalización)
- Independiente Santa Fe (najlepszy w Reclasificación 2013)

Do Copa Sudamericana w roku 2014 zakwalifikowały się następujące kluby:
- Atlético Nacional (Copa Colombia 2013)
- Deportivo Cali (2. miejsce w Reclasificación 2013)
- Millonarios FC (4. miejsce w Reclasificación 2013)
- Itagüí Ditaires (5. miejsce w Reclasificación 2013)

Kluby, które spadły do II ligi:
- Quindío Armenia (ostatni w tabeli spadkowej)
- Cúcuta (przegrany baraż)

Na miejsce spadkowiczów awansowały z drugiej ligi następujące kluby:
- Uniautónoma Barranquilla - mistrz II ligi
- Fortaleza Zipaquirá - wygrany baraż

## Torneo Apertura 2013

### Apertura 1
| Data          | Mecz                                                           |
| ------------- | -------------------------------------------------------------- |
| 1 lutego 2013 | Quindío Armenia - Deportivo Pasto 0:1                          |
| 2 lutego 2013 | Atlético Nacional - Atlético Huila 3:0                         |
| 2 lutego 2013 | Patriotas Tunja - Boyacá Chicó Tunja 1:1                       |
| 2 lutego 2013 | Deportivo Cali - Once Caldas 2:1                               |
| 2 lutego 2013 | Alianza Petrolera Barrancabermeja - Independiente Santa Fe 0:3 |
| 3 lutego 2013 | Atlético Junior - Envigado 4:0                                 |
| 3 lutego 2013 | Tolima Ibagué - Independiente Medellín 1:0                     |
| 3 lutego 2013 | Millonarios FC - La Equidad Bogotá 3:1                         |
| 4 lutego 2013 | Itagüí Ditaires - Cúcuta 0:0                                   |

### Apertura 2
| Data           | Mecz                                                      |
| -------------- | --------------------------------------------------------- |
| 8 lutego 2013  | La Equidad Bogotá - Alianza Petrolera Barrancabermeja 0:1 |
| 8 lutego 2013  | Deportivo Pasto - Patriotas Tunja 3:2                     |
| 9 lutego 2013  | Atlético Huila - Itagüí Ditaires 1:1                      |
| 9 lutego 2013  | Once Caldas - Atlético Junior 2:1                         |
| 9 lutego 2013  | Boyacá Chicó Tunja - Deportivo Cali 1:2                   |
| 9 lutego 2013  | Independiente Santa Fe - Atlético Nacional 2:2            |
| 10 lutego 2013 | Independiente Medellín - Millonarios FC 0:0               |
| 10 lutego 2013 | Envigado - Tolima Ibagué 2:2                              |
| 10 lutego 2013 | Cúcuta - Quindío Armenia 2:0                              |

### Apertura 3
| Data           | Mecz                                                      |
| -------------- | --------------------------------------------------------- |
| 15 lutego 2013 | Quindío Armenia - Atlético Huila 0:0                      |
| 16 lutego 2013 | Atlético Junior - Boyacá Chicó Tunja 2:2                  |
| 16 lutego 2013 | Atlético Nacional - Alianza Petrolera Barrancabermeja 4:0 |
| 16 lutego 2013 | Millonarios FC - Envigado 1:0                             |
| 16 lutego 2013 | Patriotas Tunja - Cúcuta 1:3                              |
| 17 lutego 2013 | Tolima Ibagué - Once Caldas 2:2                           |
| 17 lutego 2013 | Deportivo Cali - Deportivo Pasto 2:2                      |
| 17 lutego 2013 | Itagüí Ditaires - Independiente Santa Fe 4:0              |
| 17 lutego 2013 | La Equidad Bogotá - Independiente Medellín 1:0            |

### Apertura 4
| Data           | Mecz                                                           |
| -------------- | -------------------------------------------------------------- |
| 22 lutego 2013 | Envigado - La Equidad Bogotá 1:0                               |
| 23 lutego 2013 | Atlético Huila - Patriotas Tunja 1:0                           |
| 23 lutego 2013 | Atlético Nacional - Itagüí Ditaires 1:1                        |
| 23 lutego 2013 | Boyacá Chicó Tunja - Tolima Ibagué 3:0                         |
| 23 lutego 2013 | Once Caldas - Millonarios FC 1:0                               |
| 24 lutego 2013 | Alianza Petrolera Barrancabermeja - Independiente Medellín 0:1 |
| 24 lutego 2013 | Cúcuta - Deportivo Cali 0:0                                    |
| 24 lutego 2013 | Deportivo Pasto - Atlético Junior 1:0                          |
| 24 lutego 2013 | Independiente Santa Fe - Quindío Armenia 2:0                   |

### Apertura 5
| Data         | Mecz                                                    |
| ------------ | ------------------------------------------------------- |
| 1 marca 2013 | Deportivo Cali - Atlético Huila 0:1                     |
| 2 marca 2013 | Itagüí Ditaires - Alianza Petrolera Barrancabermeja 3:0 |
| 2 marca 2013 | Patriotas Tunja - Independiente Santa Fe 1:1            |
| 2 marca 2013 | La Equidad Bogotá - Once Caldas 0:0                     |
| 2 marca 2013 | Millonarios FC - Boyacá Chicó Tunja 2:1                 |
| 3 marca 2013 | Atlético Junior - Cúcuta 0:2                            |
| 3 marca 2013 | Tolima Ibagué - Deportivo Pasto 3:0                     |
| 3 marca 2013 | Independiente Medellín - Envigado 0:1                   |
| 3 marca 2013 | Quindío Armenia - Atlético Nacional 0:0                 |

### Apertura 6
| Data          | Mecz                                             |
| ------------- | ------------------------------------------------ |
| 8 marca 2013  | Boyacá Chicó Tunja - La Equidad Bogotá 2:2       |
| 9 marca 2013  | Itagüí Ditaires - Quindío Armenia 1:1            |
| 9 marca 2013  | Cúcuta - Tolima Ibagué 2:1                       |
| 10 marca 2013 | Alianza Petrolera Barrancabermeja - Envigado 1:2 |
| 10 marca 2013 | Atlético Huila - Atlético Junior 1:1             |
| 10 marca 2013 | Atlético Nacional - Patriotas Tunja 3:3          |
| 10 marca 2013 | Independiente Santa Fe - Deportivo Cali 3:1      |
| 10 marca 2013 | Once Caldas - Independiente Medellín 2:1         |
| 24 marca 2013 | Deportivo Pasto - Millonarios FC 2:1             |

### Apertura 7
| Data          | Mecz                                                    |
| ------------- | ------------------------------------------------------- |
| 15 marca 2013 | La Equidad Bogotá - Deportivo Pasto 0:0                 |
| 16 marca 2013 | Patriotas Tunja - Itagüí Ditaires 0:0                   |
| 16 marca 2013 | Deportivo Cali - Atlético Nacional 1:1                  |
| 16 marca 2013 | Tolima Ibagué - Atlético Huila 2:0                      |
| 16 marca 2013 | Independiente Medellín - Boyacá Chicó Tunja 3:1         |
| 17 marca 2013 | Atlético Junior - Independiente Santa Fe 2:3            |
| 17 marca 2013 | Quindío Armenia - Alianza Petrolera Barrancabermeja 2:3 |
| 17 marca 2013 | Millonarios FC - Cúcuta 2:1                             |
| 17 marca 2013 | Envigado - Once Caldas 0:2                              |

### Apertura 8
| Data             | Mecz                                                |
| ---------------- | --------------------------------------------------- |
| 30 marca 2013    | Itagüí Ditaires - Deportivo Cali 0:3                |
| 30 marca 2013    | Deportivo Pasto - Independiente Medellín 1:0        |
| 30 marca 2013    | Atlético Huila - Millonarios FC 0:0                 |
| 30 marca 2013    | Boyacá Chicó Tunja - Envigado 2:0                   |
| 31 marca 2013    | Alianza Petrolera Barrancabermeja - Once Caldas 1:1 |
| 31 marca 2013    | Cúcuta - La Equidad Bogotá 0:1                      |
| 31 marca 2013    | Atlético Nacional - Atlético Junior 2:1             |
| 31 marca 2013    | Quindío Armenia - Patriotas Tunja 0:0               |
| 24 kwietnia 2013 | Independiente Santa Fe - Tolima Ibagué 1:2          |

### Apertura 9
| Data            | Mecz                                                      |
| --------------- | --------------------------------------------------------- |
| 5 kwietnia 2013 | Atlético Huila - Tolima Ibagué 2:2                        |
| 6 kwietnia 2013 | Independiente Medellín - Atlético Nacional 0:0            |
| 6 kwietnia 2013 | Boyacá Chicó Tunja - Patriotas Tunja 0:0                  |
| 6 kwietnia 2013 | Deportivo Pasto - Deportivo Cali 1:2                      |
| 6 kwietnia 2013 | Independiente Santa Fe - Millonarios FC 1:3               |
| 7 kwietnia 2013 | Envigado - Itagüí Ditaires 1:2                            |
| 7 kwietnia 2013 | Once Caldas - Quindío Armenia 1:2                         |
| 7 kwietnia 2013 | Cúcuta - Atlético Junior 1:2                              |
| 7 kwietnia 2013 | Alianza Petrolera Barrancabermeja - La Equidad Bogotá 0:0 |

### Apertura 10
| Data             | Mecz                                                    |
| ---------------- | ------------------------------------------------------- |
| 12 kwietnia 2013 | Tolima Ibagué - Atlético Nacional 4:0                   |
| 13 kwietnia 2013 | Atlético Junior - Itagüí Ditaires 3:2                   |
| 13 kwietnia 2013 | Millonarios FC - Independiente Santa Fe 0:1             |
| 13 kwietnia 2013 | La Equidad Bogotá - Atlético Huila 4:0                  |
| 13 kwietnia 2013 | Envigado - Deportivo Pasto 1:1                          |
| 14 kwietnia 2013 | Patriotas Tunja - Alianza Petrolera Barrancabermeja 0:0 |
| 14 kwietnia 2013 | Deportivo Cali - Quindío Armenia 4:0                    |
| 14 kwietnia 2013 | Independiente Medellín - Cúcuta 1:1                     |
| 14 kwietnia 2013 | Once Caldas - Boyacá Chicó Tunja 2:2                    |

### Apertura 11
| Data             | Mecz                                                       |
| ---------------- | ---------------------------------------------------------- |
| 27 lutego 2013   | Independiente Santa Fe - La Equidad Bogotá 3:1             |
| 24 marca 2013    | Itagüí Ditaires - Tolima Ibagué 3:2                        |
| 16 kwietnia 2013 | Atlético Nacional - Millonarios FC 2:1                     |
| 17 kwietnia 2013 | Alianza Petrolera Barrancabermeja - Boyacá Chicó Tunja 3:1 |
| 17 kwietnia 2013 | Atlético Huila - Independiente Medellín 3:2                |
| 17 kwietnia 2013 | Patriotas Tunja - Deportivo Cali 1:1                       |
| 17 kwietnia 2013 | Quindío Armenia - Atlético Junior 0:1                      |
| 18 kwietnia 2013 | Deportivo Pasto - Once Caldas 1:1                          |
| 18 kwietnia 2013 | Cúcuta - Envigado 3:0                                      |

### Apertura 12
| Data             | Mecz                                                   |
| ---------------- | ------------------------------------------------------ |
| 19 kwietnia 2013 | Millonarios FC - Itagüí Ditaires 1:2                   |
| 20 kwietnia 2013 | Tolima Ibagué - Quindío Armenia 2:0                    |
| 20 kwietnia 2013 | La Equidad Bogotá - Atlético Nacional 0:2              |
| 20 kwietnia 2013 | Deportivo Cali - Alianza Petrolera Barrancabermeja 2:2 |
| 20 kwietnia 2013 | Independiente Medellín - Independiente Santa Fe 2:2    |
| 21 kwietnia 2013 | Once Caldas - Cúcuta 2:0                               |
| 21 kwietnia 2013 | Atlético Junior - Patriotas Tunja 2:0                  |
| 21 kwietnia 2013 | Envigado - Atlético Huila 1:1                          |
| 21 kwietnia 2013 | Boyacá Chicó Tunja - Deportivo Pasto 2:2               |

### Apertura 13
| Data             | Mecz                                                    |
| ---------------- | ------------------------------------------------------- |
| 27 kwietnia 2013 | Cúcuta - Boyacá Chicó Tunja 0:1                         |
| 27 kwietnia 2013 | Quindío Armenia - Millonarios FC 0:0                    |
| 27 kwietnia 2013 | Deportivo Cali - Atlético Junior 2:2                    |
| 27 kwietnia 2013 | Independiente Santa Fe - Envigado 1:0                   |
| 27 kwietnia 2013 | Itagüí Ditaires - La Equidad Bogotá 1:0                 |
| 28 kwietnia 2013 | Alianza Petrolera Barrancabermeja - Deportivo Pasto 1:1 |
| 28 kwietnia 2013 | Atlético Huila - Once Caldas 0:1                        |
| 28 kwietnia 2013 | Atlético Nacional - Independiente Medellín 2:2          |
| 28 kwietnia 2013 | Patriotas Tunja - Tolima Ibagué 1:1                     |

### Apertura 14
| Data        | Mecz                                                    |
| ----------- | ------------------------------------------------------- |
| 3 maja 2013 | Atlético Junior - Alianza Petrolera Barrancabermeja 2:1 |
| 4 maja 2013 | Tolima Ibagué - Deportivo Cali 2:2                      |
| 4 maja 2013 | La Equidad Bogotá - Quindío Armenia 3:0                 |
| 4 maja 2013 | Independiente Medellín - Itagüí Ditaires 1:0            |
| 4 maja 2013 | Boyacá Chicó Tunja - Atlético Huila 2:1                 |
| 5 maja 2013 | Millonarios FC - Patriotas Tunja 4:1                    |
| 5 maja 2013 | Envigado - Atlético Nacional 3:0                        |
| 5 maja 2013 | Once Caldas - Independiente Santa Fe 0:0                |
| 5 maja 2013 | Deportivo Pasto - Cúcuta 2:1                            |

### Apertura 15
| Data         | Mecz                                            |
| ------------ | ----------------------------------------------- |
| 10 maja 2013 | Quindío Armenia - Independiente Medellín 0:2    |
| 11 maja 2013 | Atlético Junior - Tolima Ibagué 1:2             |
| 11 maja 2013 | Deportivo Cali - Millonarios FC 2:2             |
| 11 maja 2013 | Independiente Santa Fe - Boyacá Chicó Tunja 4:3 |
| 11 maja 2013 | Itagüí Ditaires - Envigado 1:1                  |
| 12 maja 2013 | Alianza Petrolera Barrancabermeja - Cúcuta 2:3  |
| 12 maja 2013 | Atlético Huila - Deportivo Pasto 6:1            |
| 12 maja 2013 | Patriotas Tunja - La Equidad Bogotá 1:1         |
| 13 maja 2013 | Atlético Nacional - Once Caldas 2:1             |

### Apertura 16
| Data         | Mecz                                                  |
| ------------ | ----------------------------------------------------- |
| 17 maja 2013 | Cúcuta - Atlético Huila 1:1                           |
| 17 maja 2013 | Envigado - Quindío Armenia 0:1                        |
| 18 maja 2013 | Boyacá Chicó Tunja - Atlético Nacional 2:3            |
| 18 maja 2013 | Tolima Ibagué - Alianza Petrolera Barrancabermeja 2:1 |
| 18 maja 2013 | La Equidad Bogotá - Deportivo Cali 1:1                |
| 18 maja 2013 | Millonarios FC - Atlético Junior 3:0                  |
| 19 maja 2013 | Deportivo Pasto - Independiente Santa Fe 1:1          |
| 19 maja 2013 | Independiente Medellín - Patriotas Tunja 2:1          |
| 19 maja 2013 | Once Caldas - Itagüí Ditaires 1:2                     |

### Apertura 17
| Data         | Mecz                                                   |
| ------------ | ------------------------------------------------------ |
| 25 maja 2013 | Atlético Junior - La Equidad Bogotá 0:0                |
| 25 maja 2013 | Independiente Santa Fe - Cúcuta 3:2                    |
| 25 maja 2013 | Itagüí Ditaires - Boyacá Chicó Tunja 3:0               |
| 26 maja 2013 | Alianza Petrolera Barrancabermeja - Atlético Huila 1:0 |
| 26 maja 2013 | Atlético Nacional - Deportivo Pasto 1:0                |
| 26 maja 2013 | Quindío Armenia - Once Caldas 1:1                      |
| 26 maja 2013 | Tolima Ibagué - Millonarios FC 1:2                     |
| 26 maja 2013 | Deportivo Cali - Independiente Medellín 2:0            |
| 26 maja 2013 | Patriotas Tunja - Envigado 1:1                         |

### Apertura 18
| Data           | Mecz                                                   |
| -------------- | ------------------------------------------------------ |
| 1 czerwca 2013 | Boyacá Chicó Tunja - Quindío Armenia 1:1               |
| 1 czerwca 2013 | Cúcuta - Atlético Nacional 1:1                         |
| 1 czerwca 2013 | Deportivo Pasto - Itagüí Ditaires 1:1                  |
| 1 czerwca 2013 | Independiente Medellín - Atlético Junior 1:0           |
| 1 czerwca 2013 | La Equidad Bogotá - Tolima Ibagué 1:0                  |
| 1 czerwca 2013 | Once Caldas - Patriotas Tunja 2:0                      |
| 2 czerwca 2013 | Atlético Huila - Independiente Santa Fe 1:1            |
| 2 czerwca 2013 | Envigado - Deportivo Cali 1:2                          |
| 3 czerwca 2013 | Millonarios FC - Alianza Petrolera Barrancabermeja 1:2 |

### Tabela końcowa turnieju Apertura 2013
| Poz | Klub                              | Mecze | Zw | Rem | Por | Pkt | BrZd | BrStr |
| --- | --------------------------------- | ----- | -- | --- | --- | --- | ---- | ----- |
| 1   | Independiente Santa Fe            | 18    | 9  | 6   | 3   | 33  | 32   | 25    |
| 2   | Atlético Nacional                 | 18    | 8  | 8   | 2   | 32  | 29   | 22    |
| 3   | Itagüí Ditaires                   | 18    | 8  | 7   | 3   | 31  | 27   | 17    |
| 4   | Deportivo Cali                    | 18    | 7  | 9   | 2   | 30  | 31   | 21    |
| 5   | Tolima Ibagué                     | 18    | 8  | 5   | 5   | 29  | 31   | 23    |
| 6   | Millonarios FC                    | 18    | 8  | 4   | 6   | 28  | 26   | 18    |
| 7   | Once Caldas                       | 18    | 7  | 7   | 4   | 28  | 23   | 17    |
| 8   | Deportivo Pasto                   | 18    | 6  | 8   | 4   | 26  | 21   | 25    |
| 9   | Cúcuta                            | 18    | 6  | 5   | 7   | 23  | 23   | 20    |
| 10  | Independiente Medellín            | 18    | 6  | 5   | 7   | 23  | 18   | 18    |
| 11  | La Equidad Bogotá                 | 18    | 5  | 7   | 6   | 22  | 16   | 15    |
| 12  | Atlético Junior                   | 18    | 6  | 4   | 8   | 22  | 24   | 25    |
| 13  | Atlético Huila                    | 18    | 4  | 8   | 6   | 20  | 19   | 23    |
| 14  | Alianza Petrolera Barrancabermeja | 18    | 5  | 5   | 8   | 20  | 19   | 28    |
| 15  | Boyacá Chicó Tunja                | 18    | 4  | 7   | 7   | 19  | 27   | 31    |
| 16  | Envigado                          | 18    | 4  | 5   | 9   | 17  | 15   | 25    |
| 17  | Quindío Armenia                   | 18    | 2  | 7   | 9   | 13  | 8    | 24    |
| 18  | Patriotas Tunja                   | 18    | 0  | 11  | 7   | 11  | 14   | 26    |

## Apertura Cuadrangulares

### Grupa A

#### Kolejka 1
| Data            | Mecz                                        |
| --------------- | ------------------------------------------- |
| 15 czerwca 2013 | Millonarios FC - Once Caldas 4:2            |
| 15 czerwca 2013 | Deportivo Cali - Independiente Santa Fe 1:1 |

#### Kolejka 2
| Data            | Mecz                                        |
| --------------- | ------------------------------------------- |
| 19 czerwca 2013 | Independiente Santa Fe - Millonarios FC 1:0 |
| 19 czerwca 2013 | Once Caldas - Deportivo Cali 1:1            |

#### Kolejka 3
| Data            | Mecz                                     |
| --------------- | ---------------------------------------- |
| 22 czerwca 2013 | Deportivo Cali - Millonarios FC 1:0      |
| 22 czerwca 2013 | Independiente Santa Fe - Once Caldas 1:0 |

#### Kolejka 4
| Data            | Mecz                                     |
| --------------- | ---------------------------------------- |
| 26 czerwca 2013 | Once Caldas - Independiente Santa Fe 1:2 |
| 26 czerwca 2013 | Millonarios FC - Deportivo Cali 1:1      |

#### Kolejka 5
| Data            | Mecz                                        |
| --------------- | ------------------------------------------- |
| 29 czerwca 2013 | Millonarios FC - Independiente Santa Fe 2:1 |
| 29 czerwca 2013 | Deportivo Cali - Once Caldas 1:2            |

#### Kolejka 6
| Data         | Mecz                                        |
| ------------ | ------------------------------------------- |
| 4 lipca 2013 | Once Caldas - Millonarios FC 2:3            |
| 6 lipca 2013 | Independiente Santa Fe - Deportivo Cali 1:1 |

#### Tabela grupy A
| Poz | Klub                   | Mecze | Zw | Rem | Por | Pkt | BrZd | BrStr |
| --- | ---------------------- | ----- | -- | --- | --- | --- | ---- | ----- |
| 1   | Independiente Santa Fe | 6     | 3  | 2   | 1   | 11  | 7    | 5     |
| 2   | Millonarios FC         | 6     | 3  | 1   | 2   | 10  | 10   | 8     |
| 3   | Deportivo Cali         | 6     | 1  | 4   | 1   | 7   | 6    | 6     |
| 4   | Once Caldas            | 6     | 1  | 1   | 4   | 4   | 8    | 12    |

### Grupa B

#### Kolejka 1
| Data            | Mecz                                    |
| --------------- | --------------------------------------- |
| 16 czerwca 2013 | Itagüí Ditaires - Tolima Ibagué 1:3     |
| 16 czerwca 2013 | Deportivo Pasto - Atlético Nacional 2:1 |

#### Kolejka 2
| Data            | Mecz                                    |
| --------------- | --------------------------------------- |
| 20 czerwca 2013 | Tolima Ibagué - Deportivo Pasto 2:1     |
| 20 czerwca 2013 | Atlético Nacional - Itagüí Ditaires 1:2 |

#### Kolejka 3
| Data            | Mecz                                  |
| --------------- | ------------------------------------- |
| 23 czerwca 2013 | Tolima Ibagué - Atlético Nacional 1:2 |
| 23 czerwca 2013 | Itagüí Ditaires - Deportivo Pasto 2:3 |

#### Kolejka 4
| Data            | Mecz                                  |
| --------------- | ------------------------------------- |
| 27 czerwca 2013 | Atlético Nacional - Tolima Ibagué 1:1 |
| 30 czerwca 2013 | Deportivo Pasto - Itagüí Ditaires 0:1 |

#### Kolejka 5
| Data         | Mecz                                    |
| ------------ | --------------------------------------- |
| 3 lipca 2013 | Deportivo Pasto - Tolima Ibagué 1:1     |
| 3 lipca 2013 | Itagüí Ditaires - Atlético Nacional 1:2 |

#### Kolejka 6
| Data         | Mecz                                    |
| ------------ | --------------------------------------- |
| 7 lipca 2013 | Tolima Ibagué - Itagüí Ditaires 0:1     |
| 7 lipca 2013 | Atlético Nacional - Deportivo Pasto 2:1 |

#### Tabela grupy B
| Poz | Klub              | Mecze | Zw | Rem | Por | Pkt | BrZd | BrStr |
| --- | ----------------- | ----- | -- | --- | --- | --- | ---- | ----- |
| 1   | Atlético Nacional | 6     | 3  | 1   | 2   | 10  | 9    | 8     |
| 2   | Itagüí Ditaires   | 6     | 3  | 0   | 3   | 9   | 8    | 9     |
| 3   | Tolima Ibagué     | 6     | 2  | 2   | 2   | 8   | 8    | 7     |
| 4   | Deportivo Pasto   | 6     | 2  | 1   | 3   | 7   | 8    | 9     |

## Apertura Finalisima
| Atlético Nacional - Independiente Santa Fe 0:0 i 2:0 |
| 14 lipca 2013 Atlético Nacional - Independiente Santa Fe 0:0 Sędzia: Ulises Arrieta Corporación Deportiva Club Atlético Nacional (trener Juan Carlos Osorio): Franco Armani - Alexis Henríquez, Óscar Murillo, Francisco Nájera (75 Sherman Cárdenas), Juan David Valencia (28 Farid Díaz) - Alexander Mejía, Alejandro Bernal, Stefan Medina, John Pajoy, Macnelly Torres (k) - Juan Pablo Ángel (63 Fernando Uribe) Club Independiente Santa Fe (trener Wilson Gutiérrez): Camilo Vargas - Carlos Valdés, Francisco Meza, Juan Daniel Roa, Hugo Alejandro Acosta - Gerardo Bedoya, Yulián Anchico (67 Jhon Valencia), Daniel Alejandro Torres, Omar Pérez (k, 89 Julián Lalinde) - Jefferson Cuero (85 Didier Moreno), Wilder Medina                                                                        |
| 17 lipca 2013 Independiente Santa Fe - Atlético Nacional 0:2 (0:1) Sędzia: Imer Machado[ Bramki: 0:1 Jefferson Duque 38, 0:2 Luis Fernando Mosquera 83 Club Independiente Santa Fe (trener Wilson Gutiérrez): Camilo Vargas - Carlos Valdés, Francisco Meza, Juan Daniel Roa, Hugo Alejandro Acosta (78 Julián Lalinde) - Gerardo Bedoya, Yulián Anchico (45 Cristian Martínez Borja), Daniel Alejandro Torres (72 Jhon Valencia), Omar Pérez (k) - Jefferson Cuero, Wilder Medina Corporación Deportiva Club Atlético Nacional (trener Juan Carlos Osorio): Franco Armani - Alexis Henríquez, Óscar Murillo, Francisco Nájera, Farid Díaz - Alexander Mejía, Jhon Valoy (65 Diego Arias), Stefan Medina, Sherman Cárdenas (75 John Pajoy), Macnelly Torres (k) - Jefferson Duque (79 Luis Fernando Mosquera) |

Mistrzem Kolumbii turnieju Apertura został klub Atlético Nacional, natomiast wicemistrzem - klub Independiente Santa Fe.

## Torneo Finalización 2013

### Finalización 1
| Data          | Mecz                                                           |
| ------------- | -------------------------------------------------------------- |
| 26 lipca 2013 | Atlético Huila - Atlético Nacional 2:3                         |
| 26 lipca 2013 | Cúcuta - Itagüí Ditaires 1:2                                   |
| 27 lipca 2013 | Deportivo Pasto - Quindío Armenia 1:0                          |
| 27 lipca 2013 | Boyacá Chicó Tunja - Patriotas Tunja 0:0                       |
| 27 lipca 2013 | La Equidad Bogotá - Millonarios FC 1:1                         |
| 28 lipca 2013 | Independiente Medellín - Tolima Ibagué 1:1                     |
| 28 lipca 2013 | Once Caldas - Deportivo Cali 0:3                               |
| 28 lipca 2013 | Envigado - Atlético Junior 0:1                                 |
| 30 lipca 2013 | Independiente Santa Fe - Alianza Petrolera Barrancabermeja 2:2 |

### Finalización 2
| Data            | Mecz                                                      |
| --------------- | --------------------------------------------------------- |
| 2 sierpnia 2013 | Deportivo Cali - Boyacá Chicó Tunja 1:1                   |
| 3 sierpnia 2013 | Atlético Junior - Once Caldas 1:0                         |
| 3 sierpnia 2013 | Atlético Nacional - Independiente Santa Fe 1:1            |
| 3 sierpnia 2013 | Itagüí Ditaires - Atlético Huila 1:0                      |
| 3 sierpnia 2013 | Patriotas Tunja - Deportivo Pasto 1:1                     |
| 4 sierpnia 2013 | Alianza Petrolera Barrancabermeja - La Equidad Bogotá 1:2 |
| 4 sierpnia 2013 | Quindío Armenia - Cúcuta 0:0                              |
| 4 sierpnia 2013 | Tolima Ibagué - Envigado 1:0                              |
| 4 sierpnia 2013 | Millonarios FC - Independiente Medellín 2:2               |

### Finalización 3
| Data             | Mecz                                                      |
| ---------------- | --------------------------------------------------------- |
| 9 sierpnia 2013  | Cúcuta - Patriotas Tunja 2:3                              |
| 10 sierpnia 2013 | Alianza Petrolera Barrancabermeja - Atlético Nacional 1:2 |
| 10 sierpnia 2013 | Independiente Santa Fe - Itagüí Ditaires 2:1              |
| 10 sierpnia 2013 | Deportivo Pasto - Deportivo Cali 1:1                      |
| 10 sierpnia 2013 | Once Caldas - Tolima Ibagué 4:0                           |
| 11 sierpnia 2013 | Boyacá Chicó Tunja - Atlético Junior 1:1                  |
| 11 sierpnia 2013 | Atlético Huila - Quindío Armenia 1:1                      |
| 11 sierpnia 2013 | Envigado - Millonarios FC 2:1                             |
| 11 sierpnia 2013 | Independiente Medellín - La Equidad Bogotá 2:1            |

### Finalización 4
| Data             | Mecz                                                           |
| ---------------- | -------------------------------------------------------------- |
| 16 sierpnia 2013 | La Equidad Bogotá - Envigado 0:0                               |
| 17 sierpnia 2013 | Millonarios FC - Once Caldas 3:0                               |
| 17 sierpnia 2013 | Tolima Ibagué - Boyacá Chicó Tunja 1:1                         |
| 17 sierpnia 2013 | Quindío Armenia - Independiente Santa Fe 0:2                   |
| 17 sierpnia 2013 | Itagüí Ditaires - Atlético Nacional 0:4                        |
| 18 sierpnia 2013 | Independiente Medellín - Alianza Petrolera Barrancabermeja 0:1 |
| 18 sierpnia 2013 | Atlético Junior - Deportivo Pasto 0:1                          |
| 18 sierpnia 2013 | Deportivo Cali - Cúcuta 2:1                                    |
| 18 sierpnia 2013 | Patriotas Tunja - Atlético Huila 2:1                           |

### Finalización 5
| Data             | Mecz                                                    |
| ---------------- | ------------------------------------------------------- |
| 21 sierpnia 2013 | Atlético Huila - Deportivo Cali 1:0                     |
| 21 sierpnia 2013 | Envigado - Independiente Medellín 0:4                   |
| 21 sierpnia 2013 | Independiente Santa Fe - Patriotas Tunja 2:1            |
| 21 sierpnia 2013 | Cúcuta - Atlético Junior 1:5                            |
| 22 sierpnia 2013 | Once Caldas - La Equidad Bogotá 2:2                     |
| 7 września 2013  | Boyacá Chicó Tunja - Millonarios FC 1:1                 |
| 7 września 2013  | Atlético Nacional - Quindío Armenia 2:1                 |
| 8 września 2013  | Alianza Petrolera Barrancabermeja - Itagüí Ditaires 1:0 |
| 8 września 2013  | Deportivo Pasto - Tolima Ibagué 1:1                     |

### Finalización 6
| Data                 | Mecz                                             |
| -------------------- | ------------------------------------------------ |
| 24 sierpnia 2013     | Quindío Armenia - Itagüí Ditaires 0:2            |
| 24 sierpnia 2013     | Tolima Ibagué - Cúcuta 2:1                       |
| 24 sierpnia 2013     | Deportivo Cali - Independiente Santa Fe 2:0      |
| 25 sierpnia 2013     | La Equidad Bogotá - Boyacá Chicó Tunja 5:2       |
| 25 sierpnia 2013     | Independiente Medellín - Once Caldas 1:2         |
| 25 sierpnia 2013     | Millonarios FC - Deportivo Pasto 4:0             |
| 25 sierpnia 2013     | Atlético Junior - Atlético Huila 2:1             |
| 25 sierpnia 2013     | Envigado - Alianza Petrolera Barrancabermeja 0:0 |
| 13 października 2013 | Patriotas Tunja - Atlético Nacional 1:0          |

### Finalización 7
| Data                 | Mecz                                                    |
| -------------------- | ------------------------------------------------------- |
| 28 sierpnia 2013     | Alianza Petrolera Barrancabermeja - Quindío Armenia 1:1 |
| 28 sierpnia 2013     | Atlético Huila - Tolima Ibagué 1:1                      |
| 28 sierpnia 2013     | Independiente Santa Fe - Atlético Junior 3:0            |
| 28 sierpnia 2013     | Cúcuta - Millonarios FC 0:1                             |
| 29 sierpnia 2013     | Atlético Nacional - Deportivo Cali 2:0                  |
| 29 sierpnia 2013     | Once Caldas - Envigado 2:1                              |
| 5 września 2013      | Itagüí Ditaires - Patriotas Tunja 2:0                   |
| 11 września 2013     | Boyacá Chicó Tunja - Independiente Medellín 3:1         |
| 13 października 2013 | Deportivo Pasto - La Equidad Bogotá 4:1                 |

### Finalización 8
| Data                 | Mecz                                                |
| -------------------- | --------------------------------------------------- |
| 31 sierpnia 2013     | Millonarios FC - Atlético Huila 3:2                 |
| 1 września 2013      | Once Caldas - Alianza Petrolera Barrancabermeja 1:1 |
| 1 września 2013      | Envigado - Boyacá Chicó Tunja 2:2                   |
| 1 września 2013      | Independiente Medellín - Deportivo Pasto 0:0        |
| 1 września 2013      | Atlético Junior - Atlético Nacional 0:1             |
| 1 września 2013      | Deportivo Cali - Itagüí Ditaires 1:0                |
| 1 września 2013      | Patriotas Tunja - Quindío Armenia 3:0               |
| 2 września 2013      | La Equidad Bogotá - Cúcuta 0:0                      |
| 12 października 2013 | Tolima Ibagué - Independiente Santa Fe 1:1          |

### Finalización 9
| Data             | Mecz                                                      |
| ---------------- | --------------------------------------------------------- |
| 14 września 2013 | Atlético Nacional - Independiente Medellín 2:0            |
| 14 września 2013 | Quindío Armenia - Once Caldas 2:1                         |
| 14 września 2013 | Patriotas Tunja - Boyacá Chicó Tunja 1:0                  |
| 14 września 2013 | Atlético Junior - Cúcuta 1:1                              |
| 14 września 2013 | La Equidad Bogotá - Alianza Petrolera Barrancabermeja 4:0 |
| 15 września 2013 | Itagüí Ditaires - Envigado 0:1                            |
| 15 września 2013 | Deportivo Cali - Deportivo Pasto 0:0                      |
| 15 września 2013 | Tolima Ibagué - Atlético Huila 1:0                        |
| 15 września 2013 | Millonarios FC - Independiente Santa Fe 0:0               |

### Finalización 10
| Data             | Mecz                                                    |
| ---------------- | ------------------------------------------------------- |
| 20 września 2013 | Itagüí Ditaires - Atlético Junior 4:0                   |
| 21 września 2013 | Alianza Petrolera Barrancabermeja - Patriotas Tunja 0:0 |
| 21 września 2013 | Independiente Santa Fe - Millonarios FC 0:0             |
| 21 września 2013 | Deportivo Pasto - Envigado 0:0                          |
| 21 września 2013 | Atlético Nacional - Tolima Ibagué 2:0                   |
| 22 września 2013 | Cúcuta - IIndependiente Medellín 0:1                    |
| 22 września 2013 | Quindío Armenia - Deportivo Cali 0:5                    |
| 22 września 2013 | Atlético Huila - La Equidad Bogotá 1:1                  |
| 22 września 2013 | Boyacá Chicó Tunja - Once Caldas 0:1                    |

### Finalización 11
| Data                 | Mecz                                                       |
| -------------------- | ---------------------------------------------------------- |
| 18 września 2013     | Once Caldas - Deportivo Pasto 1:1                          |
| 25 września 2013     | Envigado - Cúcuta 2:0                                      |
| 25 września 2013     | Deportivo Cali - Patriotas Tunja 1:1                       |
| 25 września 2013     | Independiente Medellín - Atlético Huila 4:0                |
| 25 września 2013     | La Equidad Bogotá - Independiente Santa Fe 1:1             |
| 25 września 2013     | Atlético Junior - Quindío Armenia 3:0                      |
| 26 września 2013     | Boyacá Chicó Tunja - Alianza Petrolera Barrancabermeja 1:2 |
| 8 października 2013  | Millonarios FC - Atlético Nacional 0:2                     |
| 16 października 2013 | Tolima Ibagué - Itagüí Ditaires 1:1                        |

### Finalización 12
| Data             | Mecz                                                   |
| ---------------- | ------------------------------------------------------ |
| 28 września 2013 | Patriotas Tunja - Atlético Junior 0:2                  |
| 28 września 2013 | Cúcuta - Once Caldas 0:0                               |
| 28 września 2013 | Quindío Armenia - Tolima Ibagué 1:0                    |
| 28 września 2013 | Atlético Huila - Envigado 2:1                          |
| 29 września 2013 | Itagüí Ditaires - Millonarios FC 2:2                   |
| 29 września 2013 | Deportivo Pasto - Boyacá Chicó Tunja 4:3               |
| 29 września 2013 | Alianza Petrolera Barrancabermeja - Deportivo Cali 0:2 |
| 29 września 2013 | Independiente Santa Fe - Independiente Medellín 1:1    |
| 29 września 2013 | Atlético Nacional - La Equidad Bogotá 0:0              |

### Finalización 13
| Data                 | Mecz                                                    |
| -------------------- | ------------------------------------------------------- |
| 1 października 2013  | Tolima Ibagué - Patriotas Tunja 1:1                     |
| 2 października 2013  | Deportivo Pasto - Alianza Petrolera Barrancabermeja 2:1 |
| 2 października 2013  | Independiente Medellín - Atlético Nacional 1:1          |
| 2 października 2013  | Millonarios FC - Quindío Armenia 2:0                    |
| 2 października 2013  | Atlético Junior - Deportivo Cali 1:1                    |
| 2 października 2013  | Envigado - Independiente Santa Fe 2:1                   |
| 3 października 2013  | Boyacá Chicó Tunja - Cúcuta 3:1                         |
| 3 października 2013  | Once Caldas - Atlético Huila 2:0                        |
| 10 października 2013 | La Equidad Bogotá - Itagüí Ditaires 2:0                 |

### Finalización 14
| Data                | Mecz                                                    |
| ------------------- | ------------------------------------------------------- |
| 5 października 2013 | Alianza Petrolera Barrancabermeja - Atlético Junior 1:1 |
| 5 października 2013 | Deportivo Cali - Tolima Ibagué 0:0                      |
| 5 października 2013 | Patriotas Tunja - Millonarios FC 2:2                    |
| 5 października 2013 | Atlético Nacional - Envigado 4:1                        |
| 6 października 2013 | Quindío Armenia - La Equidad Bogotá 1:0                 |
| 6 października 2013 | Itagüí Ditaires - Independiente Medellín 1:0            |
| 6 października 2013 | Independiente Santa Fe - Once Caldas 1:0                |
| 6 października 2013 | Atlético Huila - Boyacá Chicó Tunja 2:1                 |
| 6 października 2013 | Cúcuta - Deportivo Pasto 1:2                            |

### Finalización 15
| Data                 | Mecz                                            |
| -------------------- | ----------------------------------------------- |
| 18 października 2013 | Deportivo Pasto - Atlético Huila 2:2            |
| 19 października 2013 | Once Caldas - Atlético Nacional 0:1             |
| 19 października 2013 | Envigado - Itagüí Ditaires 1:1                  |
| 19 października 2013 | Millonarios FC - Deportivo Cali 1:0             |
| 19 października 2013 | Tolima Ibagué - Atlético Junior 3:3             |
| 20 października 2013 | Cúcuta - Alianza Petrolera Barrancabermeja 2:0  |
| 20 października 2013 | Boyacá Chicó Tunja - Independiente Santa Fe 0:2 |
| 20 października 2013 | Independiente Medellín - Quindío Armenia 1:0    |
| 20 października 2013 | La Equidad Bogotá - Patriotas Tunja 1:0         |

### Finalización 16
| Data                 | Mecz                                                  |
| -------------------- | ----------------------------------------------------- |
| 25 października 2013 | Patriotas Tunja - Independiente Medellín 0:0          |
| 26 października 2013 | Alianza Petrolera Barrancabermeja - Tolima Ibagué 2:1 |
| 26 października 2013 | Deportivo Cali - La Equidad Bogotá 1:0                |
| 26 października 2013 | Independiente Santa Fe - Deportivo Pasto 2:0          |
| 26 października 2013 | Atlético Huila - Cúcuta 2:2                           |
| 27 października 2013 | Atlético Junior - Millonarios FC 3:2                  |
| 27 października 2013 | Quindío Armenia - Envigado 1:2                        |
| 27 października 2013 | Itagüí Ditaires - Once Caldas 0:4                     |
| 27 października 2013 | Atlético Nacional - Boyacá Chicó Tunja 0:1            |

### Finalización 17
| Data             | Mecz                                                   |
| ---------------- | ------------------------------------------------------ |
| 2 listopada 2013 | Atlético Huila - Alianza Petrolera Barrancabermeja 2:0 |
| 2 listopada 2013 | Cúcuta - Independiente Santa Fe 1:0                    |
| 2 listopada 2013 | Once Caldas - Quindío Armenia 3:0                      |
| 2 listopada 2013 | Envigado - Patriotas Tunja 1:1                         |
| 3 listopada 2013 | Deportivo Pasto - Atlético Nacional 1:1                |
| 3 listopada 2013 | Boyacá Chicó Tunja - Itagüí Ditaires 0:2               |
| 3 listopada 2013 | Independiente Medellín - Deportivo Cali 3:1            |
| 3 listopada 2013 | La Equidad Bogotá - Atlético Junior 2:2                |
| 3 listopada 2013 | Millonarios FC - Tolima Ibagué 2:1                     |

### Finalización 18
| Data              | Mecz                                                   |
| ----------------- | ------------------------------------------------------ |
| 9 listopada 2013  | Alianza Petrolera Barrancabermeja - Millonarios FC 0:1 |
| 9 listopada 2013  | Quindío Armenia - Boyacá Chicó Tunja 2:1               |
| 9 listopada 2013  | Atlético Nacional - Cúcuta 1:2                         |
| 10 listopada 2013 | Tolima Ibagué - La Equidad Bogotá 3:1                  |
| 10 listopada 2013 | Atlético Junior - Independiente Medellín 3:2           |
| 10 listopada 2013 | Deportivo Cali - Envigado 1:1                          |
| 10 listopada 2013 | Patriotas Tunja - Once Caldas 0:1                      |
| 10 listopada 2013 | Itagüí Ditaires - Deportivo Pasto 1:0                  |
| 10 listopada 2013 | Independiente Santa Fe - Atlético Huila 3:4            |

### Tabela końcowa turnieju Finalización 2013
| Poz | Klub                              | Mecze | Zw | Rem | Por | Pkt | BrZd | BrStr |
| --- | --------------------------------- | ----- | -- | --- | --- | --- | ---- | ----- |
| 1   | Atlético Nacional                 | 18    | 11 | 4   | 3   | 37  | 29   | 12    |
| 2   | Millonarios FC                    | 18    | 8  | 7   | 3   | 31  | 28   | 18    |
| 3   | Atlético Junior                   | 18    | 8  | 6   | 4   | 30  | 29   | 24    |
| 4   | Deportivo Cali                    | 18    | 7  | 7   | 4   | 28  | 22   | 13    |
| 5   | Once Caldas                       | 18    | 8  | 4   | 6   | 28  | 24   | 17    |
| 6   | Independiente Santa Fe            | 18    | 7  | 7   | 4   | 28  | 24   | 17    |
| 7   | Deportivo Pasto                   | 18    | 6  | 9   | 3   | 27  | 21   | 20    |
| 8   | Itagüí Ditaires                   | 18    | 8  | 3   | 7   | 27  | 20   | 20    |
| 9   | Independiente Medellín            | 18    | 6  | 6   | 6   | 24  | 24   | 19    |
| 10  | La Equidad Bogotá                 | 18    | 5  | 8   | 5   | 23  | 24   | 21    |
| 11  | Patriotas Tunja                   | 18    | 5  | 8   | 5   | 23  | 17   | 17    |
| 12  | Envigado                          | 18    | 5  | 7   | 6   | 22  | 17   | 22    |
| 13  | Tolima Ibagué                     | 18    | 4  | 9   | 5   | 21  | 19   | 23    |
| 14  | Atlético Huila                    | 18    | 5  | 5   | 8   | 20  | 24   | 30    |
| 15  | Alianza Petrolera Barrancabermeja | 18    | 4  | 6   | 8   | 18  | 14   | 24    |
| 16  | Boyacá Chicó Tunja                | 18    | 3  | 6   | 9   | 15  | 21   | 29    |
| 17  | Quindío Armenia                   | 18    | 4  | 3   | 11  | 15  | 10   | 30    |
| 18  | Cúcuta                            | 18    | 3  | 5   | 10  | 14  | 16   | 27    |

## Finalización Cuadrangulares

### Grupa A

#### Kolejka 1
| Data              | Mecz                                           |
| ----------------- | ---------------------------------------------- |
| 16 listopada 2013 | Itagüí Ditaires - Atlético Junior 0:1          |
| 28 listopada 2013 | Independiente Santa Fe - Atlético Nacional 0:2 |

#### Kolejka 2
| Data              | Mecz                                         |
| ----------------- | -------------------------------------------- |
| 21 listopada 2013 | Atlético Nacional - Itagüí Ditaires 3:2      |
| 21 listopada 2013 | Atlético Junior - Independiente Santa Fe 3:2 |

#### Kolejka 3
| Data              | Mecz                                         |
| ----------------- | -------------------------------------------- |
| 24 listopada 2013 | Atlético Junior - Atlético Nacional 0:0      |
| 24 listopada 2013 | Itagüí Ditaires - Independiente Santa Fe 1:2 |

#### Kolejka 4
| Data           | Mecz                                         |
| -------------- | -------------------------------------------- |
| 1 grudnia 2013 | Atlético Nacional - Atlético Junior 2:1      |
| 1 grudnia 2013 | Independiente Santa Fe - Itagüí Ditaires 0:2 |

#### Kolejka 5
| Data           | Mecz                                         |
| -------------- | -------------------------------------------- |
| 5 grudnia 2013 | Independiente Santa Fe - Atlético Junior 2:1 |
| 5 grudnia 2013 | Itagüí Ditaires - Atlético Nacional 0:4      |

#### Kolejka 6
| Data           | Mecz                                           |
| -------------- | ---------------------------------------------- |
| 8 grudnia 2013 | Atlético Junior - Itagüí Ditaires 4:1          |
| 8 grudnia 2013 | Atlético Nacional - Independiente Santa Fe 2:1 |

#### Tabela grupy A
| Poz | Klub                   | Mecze | Zw | Rem | Por | Pkt | BrZd | BrStr |
| --- | ---------------------- | ----- | -- | --- | --- | --- | ---- | ----- |
| 1   | Atlético Nacional      | 6     | 5  | 1   | 0   | 16  | 13   | 4     |
| 2   | Atlético Junior        | 6     | 3  | 1   | 2   | 10  | 10   | 7     |
| 3   | Independiente Santa Fe | 6     | 2  | 0   | 4   | 6   | 7    | 11    |
| 4   | Itagüí Ditaires        | 6     | 1  | 0   | 5   | 3   | 6    | 14    |

### Grupa B

#### Kolejka 1
| Data              | Mecz |
| ----------------- | --- |
| 16 listopada 2013 | Deportivo Cali - Deportivo Pasto 3:2                                                                             |
| 16 listopada 2013 | Once Caldas - Millonarios FC 2:1 mecz przerwany w 75 minucie z powodu ulewnego deszczu - dokończony 27 listopada |
| 27 listopada 2013 | Once Caldas - Millonarios FC - 2:1 dokończenie brakujących 15 minut meczu przerwanego 16 listopada               |

#### Kolejka 2
| Data              | Mecz                                |
| ----------------- | ----------------------------------- |
| 20 listopada 2013 | Deportivo Pasto - Once Caldas 2:1   |
| 20 listopada 2013 | Millonarios FC - Deportivo Cali 0:1 |

#### Kolejka 3
| Data              | Mecz                                 |
| ----------------- | ------------------------------------ |
| 23 listopada 2013 | Millonarios FC - Deportivo Pasto 2:0 |
| 23 listopada 2013 | Once Caldas - Deportivo Cali 1:2     |

#### Kolejka 4
| Data              | Mecz                                 |
| ----------------- | ------------------------------------ |
| 30 listopada 2013 | Deportivo Pasto - Millonarios FC 4:1 |
| 30 listopada 2013 | Deportivo Cali - Once Caldas 1:0     |

#### Kolejka 5
| Data           | Mecz                                |
| -------------- | ----------------------------------- |
| 4 grudnia 2013 | Deportivo Cali - Millonarios FC 4:2 |
| 4 grudnia 2013 | Once Caldas - Deportivo Pasto 3:1   |

#### Kolejka 6
| Data           | Mecz                                 |
| -------------- | ------------------------------------ |
| 7 grudnia 2013 | Deportivo Pasto - Deportivo Cali 3:2 |
| 7 grudnia 2013 | Millonarios FC - Once Caldas 3:1     |

#### Tabela grupy B
| Poz | Klub            | Mecze | Zw | Rem | Por | Pkt | BrZd | BrStr |
| --- | --------------- | ----- | -- | --- | --- | --- | ---- | ----- |
| 1   | Deportivo Cali  | 6     | 5  | 0   | 1   | 15  | 13   | 8     |
| 2   | Deportivo Pasto | 6     | 3  | 0   | 3   | 9   | 12   | 12    |
| 3   | Once Caldas     | 6     | 2  | 0   | 4   | 6   | 8    | 10    |
| 4   | Millonarios FC  | 6     | 2  | 0   | 4   | 6   | 9    | 12    |

## Finalización Finalisima
| Deportivo Cali - Atlético Nacional 0:0 i 0:2 |
| 11 grudnia 2013 Deportivo Cali - Atlético Nacional 0:0 Sędzia: Wilson Lamouroux Asociación Club Deportivo Cali (trener Leonel Álvarez): Faryd Mondragón (k) - Fainer Torijano, Luis Antonio Calderón, Yerson Candelo, Vladimir Marín - Andrés Pérez, Jhon Viáfara, Néstor Camacho (90+1 Gerson Vidal), Carlos Lizarazo - Carlos Rivas (65 Harrison Mojica), Sergio Esteban Romero Corporación Deportiva Club Atlético Nacional (trener Juan Carlos Osorio): Luis Enrique Martínez - Alexis Henríquez, Óscar Murillo, Francisco Nájera, Farid Díaz - Alexander Mejía (k, 75 Diego Arias), Alejandro Bernal, Daniel Bocanegra, Sherman Cárdenas (63 Jhon Valoy) - Wilder Guisao (82 Orlando Berrío), Jefferson Duque                                                                      |
| 15 grudnia 2013 Atlético Nacional - Deportivo Cali 2:0 (1:0) Sędzia: Ímer Machado Bramki: 1:0 Néstor Camacho 17, 2:0 Jefferson Duque 62 Corporación Deportiva Club Atlético Nacional (trener Juan Carlos Osorio): Luis Enrique Martínez - Diego Peralta, Óscar Murillo, Stefan Medina (k), Juan David Valencia (60 Farid Díaz) - Jhon Valoy, Alejandro Bernal (77 Diego Arias), Daniel Bocanegra, Sherman Cárdenas - Orlando Berrío (70 John Pajoy), Jefferson Duque Asociación Club Deportivo Cali (trener Leonel Álvarez): Faryd Mondragón (k) - Fainer Torijano, Luis Antonio Calderón, Víctor Giraldo (64 Carlos Rivas), Yerson Candelo, Vladimir Marín - Andrés Pérez, Jhon Viáfara (73 Diego Amaya), Néstor Camacho (71 Harrison Mojica), Carlos Lizarazo - Sergio Esteban Romero |

Mistrzem Kolumbii turnieju Finalización został klub Atlético Nacional, natomiast wicemistrzem - klub Deportivo Cali.

## Reclasificación 2013
Klasyfikacja całego sezonu ligi kolumbijskiej - łączny dorobek klubów w turniejach Apertura i Finalización.
| Poz | Klub                              | Mecze | Zw | Rem | Por | Pkt | BrZd | BrStr |
| --- | --------------------------------- | ----- | -- | --- | --- | --- | ---- | ----- |
| 1   | Atlético Nacional                 | 52    | 29 | 16  | 7   | 103 | 84   | 46    |
| 2   | Deportivo Cali                    | 50    | 20 | 21  | 9   | 81  | 72   | 50    |
| 3   | Independiente Santa Fe            | 50    | 21 | 16  | 13  | 79  | 70   | 60    |
| 4   | Millonarios FC                    | 48    | 21 | 12  | 15  | 75  | 73   | 56    |
| 5   | Itagüí Ditaires                   | 48    | 20 | 10  | 18  | 70  | 61   | 60    |
| 6   | Deportivo Pasto                   | 48    | 17 | 18  | 13  | 69  | 62   | 66    |
| 7   | Once Caldas                       | 48    | 18 | 12  | 18  | 66  | 63   | 56    |
| 8   | Atlético Junior                   | 42    | 17 | 11  | 14  | 62  | 63   | 56    |
| 9   | Tolima Ibagué                     | 42    | 14 | 16  | 12  | 58  | 58   | 53    |
| 10  | Independiente Medellín            | 36    | 12 | 11  | 13  | 47  | 42   | 37    |
| 11  | La Equidad Bogotá                 | 36    | 10 | 15  | 11  | 45  | 40   | 36    |
| 12  | Atlético Huila                    | 36    | 9  | 13  | 14  | 40  | 43   | 53    |
| 13  | Cúcuta                            | 36    | 10 | 9   | 17  | 39  | 42   | 47    |
| 14  | Envigado                          | 36    | 9  | 12  | 15  | 39  | 32   | 47    |
| 15  | Alianza Petrolera Barrancabermeja | 36    | 9  | 11  | 16  | 38  | 33   | 52    |
| 16  | Patriotas Tunja                   | 36    | 5  | 19  | 12  | 34  | 31   | 43    |
| 17  | Boyacá Chicó Tunja                | 36    | 7  | 13  | 16  | 34  | 48   | 60    |
| 18  | Quindío Armenia                   | 36    | 6  | 9   | 21  | 27  | 18   | 57    |

## Spadek do II ligi
Bezpośrednio do II ligi spadł klub Quindío Armenia, natomiast klub Cúcuta musiał rozegrać mecze barażowe z wicemistrzem II ligi.
| Data            | Mecz                             |
| --------------- | -------------------------------- |
| 7 grudnia 2013  | Fortaleza Zipaquirá - Cúcuta 2:0 |
| 11 grudnia 2013 | Cúcuta - Fortaleza Zipaquirá 1:0 |

Klub Cúcuta spadł do II ligi, a na jego miejsce awansował zwycięzca barażu, klub Fortaleza Zipaquirá.
Do I ligi awansował mistrz II ligi Uniautónoma Barranquilla.